# Prêmios Globo de Ouro
Os Prêmios Globo de Ouro(pt-BR) ou Prémios Globo de Ouro(pt-PT?) (do inglês, Golden Globe Awards) são premiações anualmente entregues desde 1944 pela Associação de Imprensa Estrangeira de Hollywood (Hollywood Foreign Press Association) aos melhores profissionais do cinema e televisão no mundo.
A premiação é reconhecida como uma das maiores honras que um profissional dessas indústrias possa receber, sendo o maior prémio da crítica, já que o Óscar e o Emmy são prêmios atribuídos através da avaliação dos respectivos pares.
O Globo de Ouro é entregue no começo de cada ano (numa cerimónia com o formato de um jantar para os indicados e convidados), baseando-se nos votos de 93 membros da Associação de Correspondentes Estrangeiros de Hollywood e que são associados com a mídia de fora dos Estados Unidos. A cerimônia é realizada desde 1961 no Hotel Beverly Hilton, em Los Angeles.

## Categorias
Os Globo de Ouro eram limitados ao cinema até 1956, quando começaram a ser entregues também para a televisão. A cerimónia de entrega de 2008 foi cancelada devido à greve dos roteiristas, porém os prêmios foram concedidos e entregues.

### Prêmios para o cinema
- Melhor Filme
  - dramático
  - comédia ou musical
- Melhor diretor
- Melhor ator/atriz
  - ator de drama
  - atriz de drama
  - ator comédia ou musical
  - atriz comédia ou musical
  - ator coadjuvante/secundário
  - atriz coadjuvante/secundária
- Melhor roteiro
- Melhor filme
  - animação
  - estrangeiro
- Melhor trilha sonora
- Melhor canção original
- Prémio Cecil B. DeMille por conquistas na carreira cinematográfica

### Prêmios para a televisão
- Melhor série
  - dramática
  - comédia ou musical
  - antológica, limitada
- Melhor ator/atriz em série
  - ator em drama
  - atriz em drama
  - ator em comédia ou musical
  - atriz em comédia ou musical
  - ator em antologia ou série limitada
  - atriz em antologia ou série limitada
- ator Coadjuvante em antologia, série limitada
- atriz Coadjuvante em antológia ou série limitada
- ator coadjuvante em drama ou comédia/musical
- atriz coadjuvante em drama ou comédia/musical
- Prémio Carol Burnett por conquistas na carreira televisiva.

### Prêmios retirados
- Melhor ator revelação do ano — atribuído entre 1948 e 1983.
- Melhor atriz revelação do ano — atribuído entre 1948 e 1983.
- Globo de Ouro de melhor elenco em cinema
- Globo de Ouro de melhor fotografia — atribuído entre 1947 e 1952, em 1954 e em 1962.
- Henrietta Award para ator favorito do cinema mundial — atribuído entre 1950 e 1979.
- Henrietta Award para atriz favorita do cinema mundial — atribuído entre 1950 e 1979.

## Múltiplas premiações
| Artista          | Prêmios | Filmes pelos quais foram premiados |
| ---------------- | ------- | --- |
| Meryl Streep     | 9       | Melhor Atriz em Filme Dramático 1982 — The French Lieutenant's Woman 1983 — Sophie's Choice 2012 — The Iron Lady Melhor Atriz Coadjuvante/Secundária 1980 — Kramer vs. Kramer 2003 — Adaptation Melhor Atriz em Minissérie ou Filme Para Televisão 2004 — Angels in America Melhor Atriz em Comédia ou Musical 2007 —The Devil Wears Prada 2010 — Julie & Julia Prémio Cecil B. DeMille 2017 — Prêmio Honorário |
| Jack Nicholson   | 7       | Melhor Ator — Drama 1975 — One Flew Over the Cuckoo's Nest 1974 — Chinatown 2002 — About Schmidt Melhor Ator — Comédia ou Musical 1997 — As Good as It Gets 1985 — Prizzi's Honor Melhor Ator Coadjuvante 1983 — Terms of Endearment Prémio Cecil B. DeMille 1999 — Prêmio honorário |
| Angela Lansbury  | 6       | Melhor Atriz Coadjuvante em Cinema 1945 — The Picture of Dorian Gray 1962 — The Manchurian Candidate Melhor Atriz em Série Dramática 1984 — Murder, She Wrote 1986 — Murder, She Wrote 1989 — Murder, She Wrote 1991 — Murder, She Wrote |
| Shirley MacLaine | 6       | Melhor Atriz Revelação 1955 — O Terceiro Tiro Melhor Atriz — Comédia ou Musical 1960 — The Apartment 1963 — Irma La Douce Melhor Atriz — Drama 1983 — Terms of Endearment 1988 — Ma'am Sousatzka Prêmio Cecil B. DeMille 1998 — Prêmio honorário |
| Barbra Streisand | 5       | Melhor Direção 1984 — Yentl Melhor Atriz em Comédia ou Musical 1969 — Funny Girl 1977 — Star Is Born Melhor Canção Original 1977 — A Star Is Born Prémio Cecil B. DeMille 2000 — Prêmio honorário |
| Rosalind Russell | 5       | Melhor Atriz em Filme Dramático 1946 — Sister Kenny 1947 — Mourning Becomes Electra Melhor Atriz em Comédia ou Musical 1958 — Auntie Mame 1961 — A Majority of One 1962 — Gypsy |
| Jane Fonda       | 4       | Melhor Atriz Revelação 1961 — Tall Story Melhor Atriz em Filme Dramático 1971 — Klute 1977 — Julia 1978 — Coming Home |
| Tom Hanks        | 4       | Melhor Ator — Drama 1994 — Philadelphia 1995 — Forrest Gump 2001 — Cast Away Melhor Ator — Comédia ou Musical 1989 — Big |
| Clint Eastwood   | 4       | Melhor Diretor 1989 — Bird 1993 — Unforgiven 2005 — Million Dollar Baby Prémio Cecil B. DeMille 1988 — Prêmio honorário |
| Kate Winslet     | 4       | Melhor Atriz Coadjuvante em Cinema 2009 — The Reader 2016 — Steve Jobs Melhor Atriz em Filme Dramático 2009 — Revolutionary Road Melhor Atriz em minissérie ou filme para televisão 2012 — Mildred Pierce |

Somente quatro pessoas ganharam dois prêmios de atuação no mesmo ano:
- Sigourney Weaver (1989)
  - Melhor atriz de drama (cinema), Gorillas in the Mist: The Story of Dian Fossey
  - Melhor atriz coadjuvante (cinema), Working Girl

- Joan Plowright (1993)
  - Melhor atriz coadjuvante (cinema), Enchanted April
  - Melhor atriz coadjuvante em televisão, Stalin

- Helen Mirren (2007)
  - Melhor atriz de drama (cinema), A Rainha
  - Melhor atriz em minissérie ou filme para televisão, Elizabeth I

- Kate Winslet (2009)
  - Melhor atriz de drama (cinema), Revolutionary Road
  - Melhor atriz coadjuvante (cinema), O Leitor